# Club Gimnasia y Esgrima de Rosario
El club Gimnasia y Esgrima de Rosario es un club deportivo argentino, ubicado en la ciudad de Rosario, fundado el 10 de septiembre de 1904 bajo la denominación de Club Atlético Argentino, que mantuvo hasta 1914, cuando cambió al nombre actual.

## Historia
En 1902, un grupo de jóvenes luce sus
habilidades futbolísticas en un baldío situado en la intersección de la calle Necochea y el Bulevar
Argentino (hoy Avenida Pellegrini). La ropa apilada marca los arcos y para el descanso reglamentario
se recurre a los rugosos raigones de un ombú. Ese grupo, denominado Estudiantes Football Club y con
camiseta blanca como distintivo, es presidido y capitaneado por don Camilo Zannini.
Esta prácticas siguen en ese improvisado campo de deportes hasta junio de 1904 en que queda
vacante el terreno municipal del Parque de la Independencia ocupado por el Veloz Club Rosario,
entidad que se disolvió y de la cual provinieron muchos de quienes serán socios fundadores de nuestro
club. Enterado de la vacancia del solar, Estudiantes Football Club inicia tratativas ante el intendente
municipal Santiago Pinasco para conseguir el predio. Paralelamente el Club Atlético Argentino
comienza también a gestionar su petición del terreno.
Con esto, el intendente decide que las dos entidades se fusionen para así dar al nacimiento a un nuevo
club, esto ocurrió el 10 de Septiembre de 1904 bajo la denominación de Club Atlético Argentino. 18
días más tarde, 52 representantes reunidos en asamblea aprueban los primeros estatutos redactados
por los señores Warner y Parr donde se creó la primera Comisión Directiva presidida por Germán
Oldendorf.

### Primeros campeonatos
Argentino fue uno de los 6 clubes fundacionales de la Liga Rosarina, primer entidad organizadora del fútbol en Rosario, en 1905. Disputa su primer campeonato por la  Copa Santiago Pinasco, consiguiendo el cuarto lugar.
En 1906 alcanza la final de la Copa Pinasco, donde sería fácilmente derrotado por Newell's, que conseguía el bicampeonato.
En 1907 disputa la Copa Nicasio Vila, que reemplazó a la Copa Pinasco como certamen principal de la Liga.

### Llegada a las copas nacionales
El 28 de mayo de 1908 hizo su debut en una copa nacional, en la Copa de Competencia Jockey Club, donde venció por 2 a 0 a Rosario y avanzó a Cuartos de final, donde cayó ante Newell's Old Boys. Luego concursó en la Copa de Honor, donde cayó por 4 a 1 ante Quilmes en cuartos de final.
El 8 de junio de 1913 enfrentó por primera vez a uno de los cinco grandes del fútbol argentino, por la Copa de Competencia ante Boca Juniors, que acababa de ascender a Primera División y que por esos años se había mudado de La Boca, y ofició de local en la cancha de Estudiantes. El marcador fue abierto por Calomino de penal para el xeneize y Gonzales anotó el 2 a 0 que cerró el primer tiempo. Luego Araya de penal descontó a los 21 minutos del segundo tiempo, cerrando el marcador.
El 29 de junio tuvo su revancha, en Rosario por los Octavos de final de la Copa de Honor. A los 15 minutos abrió el marcador Cretton de cabeza para Argentino, y a los 3 minutos del segundo tiempo Martínez puso el 2 a 0. Sin embargo, Romano descontaría 2 minutos después y 2 penales casi simultáneos cambiados por goles de Calomino, dieron vuelta el marcador. A los 31 minutos, la ilusión de Argentino volvía de la mano de Cretton pero, faltando 2 minutos para el final, Bertolini puso el 4 a 3 para los xeneizes. Por la Copa Nicasio Vila, consigue el tercer lugar, quedando a 5 y 4 puntos de Newell's y Rosario.
En 1915, luego de superar a Belgrano en Octavos y a Tiro Federal Argentino en Cuartos, enfrentó a otro grande del fútbol argentino: al Racing Club, por Semifinales de la Copa de Competencia; cayendo por 2 a 1. Por la Nicasio Vila, logra el subcampeonato, su mejor puesto en el amateurismo, aunque a 10 puntos del invicto campeón Rosario Central.

## Sedes
Cuenta con 3 sedes: Sede Central, Parque y Pueblo Esther.
Allí se encuentra la administración del Club y la mayor parte de las actividades culturales. 
Se desarrollan en esta sede las siguientes disciplinas deportivas: natación, polo acuático, nado sincronizado, pelota a paleta, artes marciales, esgrima, billar, tenis de mesa, vóleibol, básquet, gimnasia artística y actividades gimnásticas especialmente adecuadas para la tercera edad.
Cuenta con un estadio cubierto que encierra una superficie de más de 2000 metros cuadrados con piso de madera, es adaptable a diferentes competencias deportivas y posee gran capacidad de público.
La sede Parque está situada en el Parque de la Independencia. 
Cuenta con canchas de tenis, rugby, hockey, basquetbol, vóley y fútbol, y una pileta de verano.
La sede Pueblo Esther se ubica sobre 20 hectáreas adquiridas en 1980.
Las instalaciones cuentan con una sede social, que contiene: la intendencia, el consultorio médico, salas para reunión de subcomisiones, salas de estar y juegos de salón, confitería-comedor y vestuarios generales y el bosque denominado “De los Deportistas” en donde se desarrollan los campamentos.
Hay además una zona exclusiva para la construcción de viviendas particulares, dentro del complejo, como parte de un sector residencial.
Toda esta área social es debidamente complementada con una amplia superficie destinada a los diferentes deportes. Canchas de fútbol, rugby, hockey, voleibol, básquetbol, tenis, paddle, pistas de atletismo, frontón y la pileta de natación forman parte de ella.

## Actividad deportiva
Entre los deportes que se practican en el club están: waterpolo, hockey sobre césped, fútbol, gimnasia, esgrima, tenis, básquet, aikido, atletismo, natación, nado sincronizado, vóley, rugby.
Grandes atletas han salido a lo larga de la historia. El club ha dado más de una decena de Olímpicos que representaron a la Argentina.

### Polo acuático
En 1936 se logra el campeonato Rosarino de Cadetes. La foto recuerda a los jugadores de este equipo. En 1955 Campeón provincial Interm. Gallo César, Pelosso Héctor, Corizzo José, Drescher Carlos, Torrente Eddie, Busso Hugo, Borghi Juan C. y Gallo Edgardo (goleador).
En la temporada de 1967-1968 Pedro Giordano, implementó nuevas técnicas en la práctica de waterpolo en la sección del club. Los jugadores más destacados en esos años fueron Ricardo Morello, Carlos Vozzi, Enrique Piedfort y Héctor Aimetta. Se obtuvieron reiterados y significativos triunfos en los Campeonatos Rosarinos de 1° Categoría, Juveniles y Cadetes.
La calidad del polo acuático se reflejó en el hecho que por primera vez en la historia de Rosario, jugadores locales integraron equipos nacionales. Así Fernando Losada y Hector Aimetta integraron el Seleccionado Nacional de 1° Categoría que viajó a los Juegos Panamericanos de Cali, Colombia, en 1971 y Losada junto Miguel Martin, concurrieron al Sudamericano Juvenil. En el periodo de 1974 a 1979 el waterpolo de Gimnasia y Esgrima de Rosario logró Campeonatos a nivel local y nacional en todas las categorías, desde menores a primera. En 1975 se destacó el equipo de Primera Categoría integrado por: Fernando Losada, Oscar Möller, Enrique Piedfort, Horacio Puccinelli, Héctor Barrio, Helio Orta, Héctor Aimetta, Miguel Martín, Guillermo Farbman y Alberto Cosacow. 
En 1976 el equipo de Juveniles se clasificó Campeón Argentino y lo integraba: Marcelo Perazzo, Oscar Möller, Daniel Tapiz, Daniel Sevlever, Marcelo Mosquera, Horacio Toranzo, Eugenio Quattrocchio, Gustavo Grgicevic, Fabián Martín, Esteban Hernandez y Andrés Goldín.
El equipo de Primera Categoría conquista el Campeonato Argentino en 1978.
A mediados de 1979 las autoridades del Club tomaron la decisión de eliminar el waterpolo como disciplina deportiva de la institución. Recién en 1982-1983 se reincorpora la disciplina, presidiendo la nueva subcomisión el Ing. Horacio Favarel. El Sr. Horacio Caturla se desempeñó como presidente de la subcomisión desde 1983 a 1986.
Ese año de 1991 GER se consagró Campeón Argentino en Mayores, Juveniles B y Juveniles y disputa el I Campeonato Panamericano de Clubes Campeones.
En 1992 se repiten los triunfos en los Campeonatos Argentinos de Primera, Juveniles B y Juveniles A. 
La presidencia de la subcomisión se alternó con el Sr. Héctor Aimetta (92-93), José Luis Martino (93-94), Miguel Alfonso (94-95). A partir de 1994 se hizo cargo como responsable técnico el Sr. Pablo Quattrocchio. Mauro Faccendini, Andrés Martino, Franco Simari, Diego Luna, Mariano Zanotti, René del Sol, Ignacio Celoné, Lucio Gioiella y Fernando Alarcón integran el equipo Nacional en el XI Campeonato Sudamericano Juniors en Brasil.
En octubre de 1994 y febrero de 1995 el equipo de Mayores gana los campeonatos Argentinos de invierno y verano respectivamente.

### Rugby
La práctica en la institución de este deporte comenzó en 1927. A la fecha ostenta 6 campeonatos oficiales de Primera División: 1953, 1971, 1991 de URR y 2003, 2004 y 2022 (Litoral).
También obtuvo un campeonato nacional en el año 2019 (Torneo del Interior A). En el año 2017, fue subcampeón del Torneo del Interior A, cediendo en la final ante La Tablada en Córdoba 26 a 25. A su vez, en el año 2018 fue subcampeón del torneo Nacional de Clubes B, cediendo la final antes Uru Curé en Río Cuarto 23 a 21.
Finalmente el 28 de septiembre de 2019 se coronó Campeón de Torneo del interior A, ganando la final en la bombonerita del Parque a Marista de Mendoza por 30-20. Siendo èste, el título nacional más importante.
Además, cuenta con un varios títulos en categorías Juveniles del Torneo de la Unión de Rugby de Rosario,
- 5 Torneos M15 URR (2006,2008,2010,2011,2012) (período 2006-2022)
- 7 Torneos M16 URR (2009-2011,2012-2013-2015-2018-2019) (periodo 2009-2022).
- 2 Torneos M17 URR (2010-2014) (periodo 2010-2022).
- 1 Torneo M18 URR (2014) (unica vez que se jugo)
- 6 Torneos M19 URR (2011-2012-2014-2015-2017-2022) (periodo 2011-2022)
- 1 torneo oficial M22 URR (1999)
- 2 Torneo del Litoral M19(2011,2012)
- Campeonato Argentino M19(2011 - 2015).

En 2014 fue subcampeón argentino de M19, y en 2017 fue subcampeón del Torneo del Litoral, luego de ser campeón del Torneo de Rosario. El campeonato argentino M19 dejo de jugarse en 2015, siendo GER el último campeón.
También el rugby de la institución ha aportado al seleccionado mayor argentino (Los Pumas) a los siguientes jugadores:
- Gonzalo Romero Acuña (1989-1990) (Pumas classic)
- Nicolás Bosicovich (WC 1995)
- Germán Arístide (1997)
- Martín Molina (1998)
- Leonardo Senatore (Pumas 2008-2018 RWC 2011 y 2015)

#### Planteles
Superior
El actual plantel superior de GER esta compuesto por más de 100 jugadores mayores de 18 años. Su capitán es Andres Speziali.
Año 2024
- Semifinalista Primera División TRL 2024 (cedió ante CRAI)
- 5to puesto división Reserva TRL 2024
- 5to puesto división Pre Reserva TRL 2024
- Jugando el Torneo del Interior A
- 3er puesto categoría M19 Torneo URR
- Jugando las instancias finales de M15, M16 y M17.

Año 2023
- Finalista Primera Division TRL 2023
- Semifinalista division Reserva TRL 2023 (cedio ante Duendes, posterior campeon)
- Semifinalista division Pre Reserva TRL 2023 (cedio ante Santa Fe Rugby Club, posterior campeon)
- Cuartofinalista Torneo del Interior A 2023 (cedio ante Universitario de Tucuman, posterior campeon)
- Semifinalista Torneo Seven Oficial URR 2023
- Participo en las instancias finales en las categorias M15, M16, M17 y M19.

Año 2022
- Campeon Primera Division TRL 2022
- 5to puesto division Reserva TRL 2022
- Campeon division Pre Reserva TRL 2022
- Cuartofinalista Torneo del Interior A 2022
- Finalista Torneo Seven URR 2022

Juveniles
En las divisiones juveniles solamente los equipos participantes son los clubes afiliados a la Unión de Rugby de Rosario
Resultados Torneo de Rosario Copa Banco Municipal 2017:
- Torneo URR M15 (cat. 2002): 2.º. puesto.
- Torneo URR M16 (cat. 2001): 6º. puesto.
- Torneo URR M17 (cat. 2000): 7.º puesto.
- Torneo URR M19 (cat. 1998-1999): 1.º. puesto.

- Torneo Litoral M17: 7° puesto.
- Torneo Litoral M19: 2° puesto.
- Torneo URR Seven M19: 1° puesto.

#### Jugadores en diferentes selecciones nacionales
- Argentina XV 2015: Vito Scaglione

Seleccionados Nacionales Juveniles:
- Pumitas 2018 (World Collage Sudáfrica 2018) Franco Giudice.
- Pumitas 2017 (Sudamericano) Joaquín Horcada.
- Pumitas 2015 (Mundial Juvenil M20 WR Georgia 2017): Teo Castiglioni
- Pumitas 2016 (Mundial Juvenil M20 WR Inglaterra 2016): Teo Castiglioni.(3er puesto)
- Pumitas M18 2015 (Copa 4 Naciones Cordoba 2015): Teo Castiglioni.(campeón)
- Pumitas 2013 (Mundial Juvenil M20 IRB Francia 2013): Andres Speziali y Vito Scaglione.
- Pumitas 2011(Mundial Juvenil M20 IRB Italia 2011): Juan La Fontana.
- Pumitas 2009: Manuel Covella.
- Pumitas 2005: Ignacio Righi.
- Pumitas 2003: Leonardo Senatore.
- Pumitas 2002: Leonardo Senatore, Guido Dañil, Fernando Albarracín.
- Pumitas 2001: Sebastián Furnosola.
- Pumitas 1999: Juan Ignacio Battilana.
- Pumitas 1998: Leandro Dañil.

Seleccionados Nacionales Mayores:
- Pampas XV (2010-2011-2012-2013): Leonardo Senatore.
- Pumas (2004-2007): Jorge Ruiz (preparador físico).
- Pampas XV (2013): Guillermo Fantoni (preparador físico).
- Pampas XV (2015): Vito Scaglione.
- Argentina XV (2015): Vito Scaglione.
- Argentina XV (2016): Emiliano Sonsini.
- Jaguares (2009, 2010 y 2012): Leonardo Senatore.
- Argentina A (2008): Leonardo Senatore.
- Pumas 7’s (2008): Leonardo Senatore.
- Pumas 7's (2016): Manuel Covella y Andres Speziali.

Jugadores en diferentes franquicias Superliga Americana de Rugby (SLAR)

2020:
- Teo Castiglioni (Ceibos, Argentina)
- Franco Giudice (Cobras XV, Brasil)

2021:
- Teo Castiglioni (Jaguares, Argentina)
- Franco Giudice (Cafeteros PRO, Colombia)

2023:
- Franco Giudice (Dogos XV, Cordoba, Argentina)
- Franco Palillo (American Raptors, EEUU)}
- Ethan McVeigh (American Raptors, EEUU)}
- Mikey Grandy (American Raptors, EEUU)}
- Ma'ake Muti (American Raptors, EEUU)}

2024:
- Ignacio Palillo (Yacare XV, Paraguay)

## Palmarés
- 3 veces campeón del Torneo del Litoral  (2003 - 2004 - 2022).
- 3 veces campeón de Unión de Rugby de Rosario (1952 - 1973 - 1991)
- 1 vez campeón del Torneo del Interior A 2019
- 1 vez campeón del Torneo del Interior B
- 2 veces campeón del Torneo Veco Villegas (2011 - 2015)
- 13 veces campeón de la Liga de Argentina de waterpolo masculino (2003 - 2007 - 2008 - 2009 - 2010 - 2011 - 2014 - 2015 - 2017 - 2018 - 2019 - 2022 - 2023).
- 8 veces campeón del Súper 6 (2009 - 2010 - 2011 - 2013 - 2014 - 2015 - 2016 - 2017).
- 24 veces campeón del Campeonato Argentino de Water Polo de Verano (1978 - 1991 - 1992 - 1995 - 2001 - 2002 - 2003 - 2004 - 2005 - 2006 - 2007 - 2008 - 2010 - 2011 - 2012 - 2013 - 2014 - 2015 - 2016 - 2017 - 2018 - 2021 - 2022 - 2023).
- 2 veces Campeón del Campeonato Argentino de Water Polo de Invierno (1994 - 2022)
- Campeón de la Copa de la Liga Nacional de Honor de Water Polo Argentino (2022)
- 5 veces ganador de Triple Corona del Water Polo Argentino (2010 - 2011 - 2014 - 2015 - 2017).
- Tetracampeon Argentino Waterpolo (2022)
- 4 veces campeón del Torneo de la Asociación Rosarina de Basquet (ARBB) (1990 - 1992 - 2010 - 2022)
- 24 veces campeón del Torneo de Hockey del Litoral.